# Ospedale Sandro Pertini
L'ospedale Sandro Pertini è un ospedale pubblico di Roma sito nel quartiere Pietralata e ricompreso nell'azienda sanitaria locale Roma 2.

## Storia
La costruzione di un nuovo ospedale a Roma fu individuata attraverso la promulgazione della legge n° 1149 del 26 ottobre 1964, che sancì l'assegnazione dell'intero complesso del Policlinico Umberto I dal Pio Istituto di Santo Spirito ed Ospedali riuniti all'Università degli Studi di Roma "La Sapienza"; in tale legge fu deliberato infatti di assegnare al Pio Istituto un mutuo da 6 miliardi di lire per la realizzazione di un nuovo ospedale con una capacità di circa 1000 posti letto e dotato di una scuola-convitto per infermieri.
I lavori per la realizzazione di un nuovo ospedale a Pietralata iniziarono con l'emanazione della legge regionale n° 26 del 21 marzo 1985, che sancì la costruzione ad opera di INSO Sistemi per le Infrastrutture Sociali di un ospedale con 374 posti letto (capacità innalzata a 384 con l'emanazione della legge regionale n° 1 del 9 gennaio 1988 e poi a 397 con deliberazione della giunta regionale n° 197 del 17 aprile 1991) il cui progetto sarebbe stato basato sul costruendo ospedale di Ostia.
I primi ambienti dell'ospedale sono stati consegnati all'unità sanitaria locale Roma 3 l'8 agosto 1990 e il nosocomio è stato inaugurato il 6 febbraio 1991; il 22 dicembre successivo papa Giovanni Paolo II dedicò un discorso ai degenti del nosocomio.
Il 22 ottobre 2009 l'ospedale fu teatro della morte di Stefano Cucchi, ragion per cui il Partito Socialista Italiano (PSI) propose di cambiare nome al nosocomio per non accostare alla vicenda la figura di Sandro Pertini, anch'egli a lungo detenuto.
Nel 2015, in occasione del Giubileo straordinario della misericordia, è stato ristrutturato il pronto soccorso dell'ospedale con un investimento di 1,8 milioni di euro.
Nel 2021 in collaborazione col Parco naturale dei Monti Aurunci e col Parco regionale dei Castelli Romani, è stato inaugurato il "Bosco del Respiro", un'area verde dedicata alle vittime della pandemia di COVID-19.

## Descrizione
L'ospedale si estende per circa 16 ettari e si articola su quattro edifici principali, tra cui una struttura complessa di medicina protetta amministrata dal Corpo di polizia penitenziaria. Il nosocomio è dotato anche di un'elisuperficie per i mezzi di elisoccorso.

## Collegamenti
- Linee bus urbane